# Carlos (equip ciclista)
L'equip Carlos va ser un equip ciclista belga que competí professionalment entre el 1975 i el 1979.

## Principals resultats
- Tres dies de Flandes Occidental: Christian De Buysschere (1976)
- Le Samyn: Dirk Baert (1976)
- Herald Sun Tour: John Trevorrow (1979)
- Gran Premi del 1r de maig: Dirk Baert (1979)

### A les grans voltes
- Volta a Espanya
  - 0 participacions

- Tour de França
  - 0 participacions

- Giro d'Itàlia
  - 1 participació (1979)
  - 0 victòries d'etapa: